# Mo (jordart)
Mo är enligt äldre svensk terminologi en jordart som har en partikelstorlek på mellan 0,2 och 0,02 mm i diameter och ligger storleksmässigt mellan sand och mjäla. Mo indelas ibland i finmo (0,02-0,06 mm) och grovmo (0,06-0,2 mm). Finmo ingår tillsammans med mjäla i den nyare beteckningen silt, medan grovmo räknas som sand i den nyare kornstorleksskalan från SGI (Statens Geotekniska Institut), där sand och silt ersätter sand, mo och mjäla.